# Gaston Leduc
Gaston Leduc, né à Hérisson (Allier) le 27 juillet 1904 et mort le 6 décembre 1979 à Saint-Denis (Seine-Saint-Denis), est un économiste français, de tendance libérale. Il a été élu à l'Académie des sciences morales et politiques en 1967.

## Biographie
Gaston Gabriel Bénédict Leduc fait ses études supérieures à Aix-en-Provence, où il obtient en 1927 le doctorat en sciences économiques. De 1928 à 1930, il est pensionnaire de la Fondation Thiers. Il est reçu à l'agrégation de sciences économiques en 1930.
De 1930 à 1946, il est professeur d’économie politique, d’histoire des sciences économiques et de science des finances à la Faculté de droit de Caen, tout en effectuant des missions d'enseignement à l'université de Rio de Janeiro, à l'École française de droit du Caire et à l'Université Saint-Joseph de Beyrouth.
En 1941, il s'engage dans les Forces françaises libres. De 1942 à 1945, il est conseiller pour les affaires financières et économiques de la Délégation générale de la France libre au Levant et, en 1945-1946, inspecteur général des Œuvres françaises au Levant.
À partir de 1947, il enseigne à la faculté de droit et des sciences économiques de Paris, d'abord comme chargé de cours, puis (1952) comme professeur de relations économiques internationales. Il a été directeur du Centre d’études du développement économique.
En 1967, il succède à l'Académie des sciences morales et politiques à Claude-Joseph Gignoux, dont il prononce l'éloge lors de son admission.
Il est l'un des cofondateurs de l'ALEPS (Association pour la liberté économique et le progrès social). Membre de la Société du Mont-Pèlerin, il en a été président de 1974 à 1976. Membre de l'Académie des sciences d'outre-mer Son épouse est décédée en 2003.

## Publications
- La théorie des prix de monopole, 1927 (thèse de doctorat, Aix).
- Traduction d'Alfred Marshall, L’industrie et le commerce (Industry and Trade), 2 vol., Paris, Giard, 1934.
- La raison contre l’autarcie, 1938.
- Introduction biographique sur la vie et les travaux d'Auguste Walras, 1938, 48 p. (en ligne).
- « Schumpeter, disciple de Walras », Économie appliquée, 1950, no 3-4.
- « Léon Walras et ses devanciers », Économie appliquée, 1953, no 2-3.
- L’industrialisation de l’Afrique du Nord (en collaboration), 1950.
- Cours d’économie d'outre-mer et du développement, Paris, Les Cours du droit, 1958.